# Slaget vid Guadalete

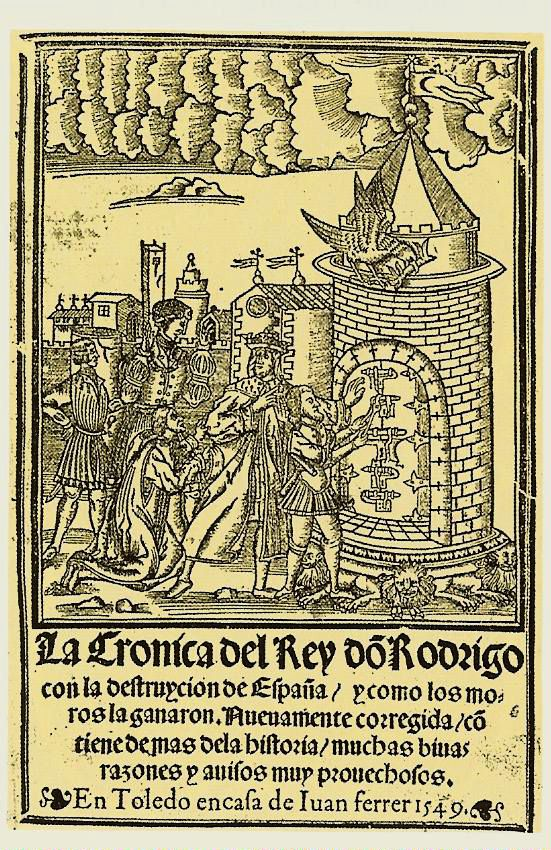
Titelsidan till La crónica del rey Rodrigo, som innehåller legenden om den siste visigotiske kungen Roderik II och förlusten av Spanien

Slaget vid Guadalete var ett slag vars konsekvenser blev av avgörande betydelse för den Iberiska halvöns framtid. I slaget, som enligt den historiska traditionen och arabiska krönikor från 900- och 1000-talet ägde rum i Spanien mellan den 19 och 26 juli 711 nära floden Guadalete (i Bética), besegrades den gotiske kungen Roderik. Han dödades troligen av de muslimska styrkorna under befäl av Táriq Ibn Ziyad. Nederlaget var så ödesdigert att det kom att markera slutet på den visigotiska staten i Spanien.

## Platsen för slaget
En del forskare menar att slaget i själva verket ägde rum mellan Medina Sidonia och sjön La Janda, vilket gör att slaget ibland blivit känt som "Slaget vid sjön La Janda" eller "Slaget vid floden Barbate". Men Claudio Sánchez Albornoz, gör en rekonstruktion av händelserna utgående från uppgifter i de kristna och de arabiska källorna, menar sig ha fått fram uppgifter och vittnesmål som stöder att floden Wadilakka faktiskt var floden Guadalete, nära den folktomma före detta romerska staden Lacea, precis där de gamla källorna hade placerat slagfältet.

## Slaget

### Förräderiversionen
Enligt tillgängliga källor, lydde härföraren Tariq under befäl av Musa ibn Nusair, guvernör i norra Afrika. Enligt tolkningen om att slaget föregicks av ett förräderi utvecklade sig händelserna enligt detta. Musa ibn Nusair skulle vara i maskopi med greven av Ceuta Don Julián, guvernör och vasall till kung Roderik men med lojalitetsband med den tidigare kungen Wittiza. Efter Wittizas död 710 började ett tronföljdskrig och muslimerna kom till halvön för att stödja Wittizas arvingar. De sammansvurna skulle ha planerat en invasion av Spanien genom att ta sig över Gibraltarsundet på natten mellan den 27 till den 28 april 711.
De gamla krönikorna överskattar antalet trupper på båda sidor som deltog i slaget, och räknar med den helt fantasifulla siffran 100.000 soldater på den visigotiska sidan. Det är sannolikt att den moriske ledaren Tariq landstigit i Tarifa med omkring 7000 berbiskt fotfolk, och intog Carteia och därefter Algeciras, där han avvisade attacker från Bancho (eller Sancho), en brorson till Roderik, som hade gått ut för att konfrontera honom.
Medan detta hände, befann sig den visigotiske kungen i norra delen av den Iberiska halvön där han bekämpade baskerna i Pamplona. Nyheten om den arabiska invasionen dröjer två eller tre veckor innan den når honom. Det visigotiska riket upplever en kris under dessa ödesdigra ögonblick med många sammansvärjningar och inbördes krig mellan olika delar av adeln för att ta över tronen. Situationen begränsade möjligheten för Roderik att rekrytera en armé för att möta invasionen. Därför såg han, enligt teorin om förräderi, sig tvingad att acceptera hjälp av Wittizas klan, vars planer på förräderi han inte kände till. Han lyckades i Cordoba snabbt få ihop en styrka, som enligt osannolika uppgifter skulle ha varit 40 000 män som tågade ut för att möta Tariq.
Enligt krönikorna ägde konfrontationen rum i Wadi Lakkah, en plats som enligt vissa historiker skulle kunna ligga i Barbate eller i själva Medina Sidonia eller, som andra som håller den klassiska historieskrivningen för trolig, i Guadaletefloden. Under dessa två dagar möttes de två sidorna i blodiga strider. Enligt förräderiversionen började Witizas söner och deras anhängare när striden börjat  att utså split bland Roderiks led, förmådde dem att dra sig tillbaka och lämnade Roderiks flanker oskyddade. Centrum av Roderiks styrkor höll stånd så länge de kunde, men besegrades till slut. Sönderfallet av den visigotiska styrkan genom klanen Wittizas bedrägeri, och den totala okunskapen om hur man skulle möta den araberna taktiken i krigföringen och Roderiks död lämnade dörren öppen för Tariq snabbt inta huvudstaden Toleda redan 711. Staden var oskyddad efter att Rodrigo hade tågat ut med den kungliga garnisonen och gjorde inget motstånd.

### Kritik av förräderiversionen
Tyska wikipedia ger en annan skildring av slaget och avfärdar förräderiet som en legend med ursprung i sena och  opålitliga asturiska källor. Man skriver att källorna till slaget vid Río Guadalete är kortfattade och delvis oklara. Datumet för slaget är tämligen säkert: slaget började den 19 juli 711 och varade i åtta dagar till den 26 juli.  Den exakta platsen för slaget är okänd, men det är troligen söder om Arcos de la Frontera (provinsen Cádiz). Den muslimska armén bestod huvudsakligen av berber, under ledning av Tāriq ibn Ziyād. De hade korsat Gibraltarsundet våren 711.Det är oklart om en erövring av området planerades från början, eller om muslimerna var mer intresserade av att säkra Nordafrika. Vid den tiden var den visigotiske kungen Roderik på fälttåg mot baskerna i norr. Därifrån flyttade han för att avvärja den muslimska invasionen. Enligt senare arabiska källor uppgick den muslimska armén till 12 000 man, vilket är ganska troligt för denna tid. Den visigotiska kontingenten sägs ha varit mycket starkare. Siffror på upp till 100 000 man nämns. Dessa siffror är omtvistade, eftersom de arabiska författarna tenderade att överdriva motståndarnas styrka. En så stor armé skulle knappast ha kunnat försörjas på den tiden.  Det enda som är säkert är att försvararnas nederlag var förkrossande och att kung Roderik stupade i striden. Resterna av den gotiska armén flydde norrut. De tog med sig Roderiks kropp och begravde honom i staden Viseu i det som nu är norra Portugal. Och avslutar med  Pelayos deltagande som livvakt och flykt till Asturien.
Roderik hade utropats till visigotisk kung eller rex först år 710, varvid sönerna till hans föregångare Wittiza förbigicks. Valet var inte enhälligt, och de besegrade anhängarna till familjen Wittizas intog uppenbarligen en oppositionell hållning under den period som följde. Det blev dock inget inbördeskrig mellan dem och Roderiks, utan oppositionens anhängare kämpade tillsammans med kungen mot angriparna vid floden Guadalete. Ett uttalande i Mozarabiska krönikan om en intern konflikt bland visigoterna handlar om tiden efter Roderichs död. 
Från 800- och 900-talen och framåt hävdade kristna medeltidshistoriker att förstörelsen av det visigotiska riket orsakades av förräderi. Enligt dem bjöd Vititsas söner in muslimerna till invasionen och stödde deras framryckning för att hämnas på Roderik, som hade berövat dem tronföljden. En grundlig källkritisk granskning har senare visat är denna tradition ett tendentiöst påfund. Legenden om förräderi spreds framför allt av en asturisk grupp av källor, som också innehåller bevisligen falsk information som sätter Wittizas familj i dålig dager. Den senmedeltida historieskrivningen byggde vidare på denna asturiska tradition. 
Denna legend om förräderi cirkulerade också i den islamiska delen av den iberiska halvön. Det bekräftas först där av historikern Abū Bakr ibn al-Qūṭīya (Abenalcotia), som dog år 977 och skrev en Historien om erövringen av al-Andalus. Han var ättling till Alamund, den äldste av Wittizas tre söner. Ibn al-Qūṭīya säger att Vititzas söner fortfarande var minderåriga när deras far dog. Vid tiden för den muslimska invasionen hade de dock redan kunnat rida och blev därför ombedda av Roderich att delta i slaget vid Río Guadalete. Dagen före slaget hade de gemensamt bestämt sig för att begå förräderi och hade kontaktat Tāriq i detta syfte. De hade kommit överens med honom om att byta sida efter att han hade försäkrat dem om att de skulle få behålla sin fars stora egendomar. Följande morgon hoppade de av med sina trupper till muslimerna, och detta var orsaken till det visigotiska rikets fall. Senare tog kalifen al-Walīd I emot Vititsas tre söner och slöt ett kontrakt med var och en av dem, i vilket han bekräftade Tāriqs löften. Enligt nuvarande kunskap är detta också en fri uppfinning.
Att man behandlar förräderiet som sena legender beror på att modernare historiska verk har i källkritiska studier funnit att dessa legender saknar trovärdighet. Wittizas söner var 711 alltför unga att delta i slaget. Sedan en längre tid var visigoterna hotade av den arabiska expansionen och det hade förekommit flera anfall mot riket utförda av muslimerna så att inbjuda araberna till riket för att få hjälp i tronföljdsstrid skulle vara extremt naivt. Många av Roderiks opponenter dog i slaget vilket utesluter att de bytte sida mitt under slaget. Biskop Sindered flydde undan araberna men har var känd som en nästan fanatisk anhängare av Wittiza och hans beteende blir helt oförklarligt i versionen om förräderi.  Engelska Wikipedia ser inte heller legenden om förräderiet som trovärdig.

## Konsekvenser

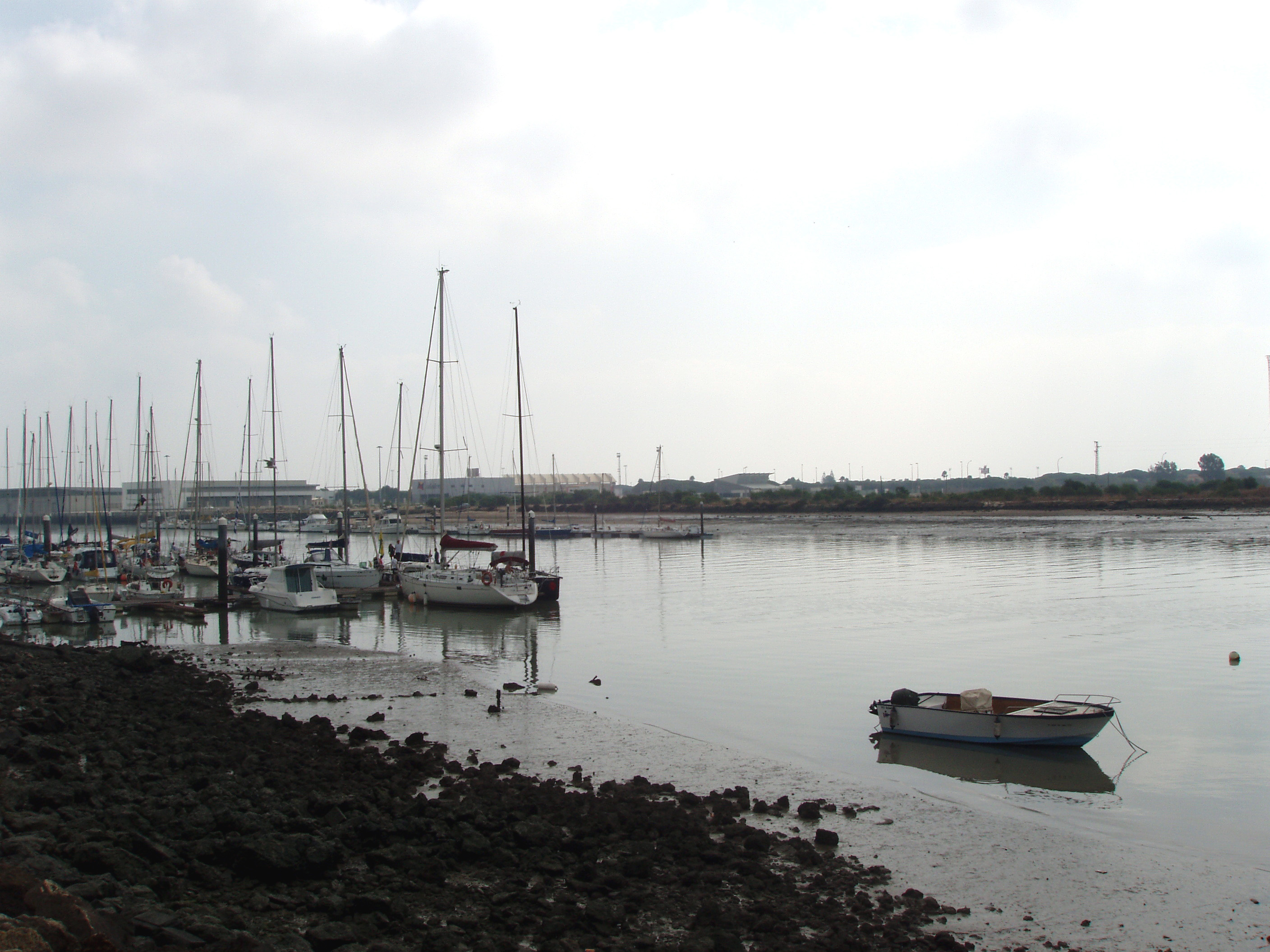
Mynningen av Guadaletefloden, Puerto de Santa María

Under händelsernas gång fanns det viktiga faktorer som ledde till det, såsom de många missnöjen som anslöt sig till de invaderande styrkorna, fann samarbete med den spansk-romerska befolkningen, som inte hade någon rätt att delta i regeringen (utom i kyrkans) och som i den nya inkräktaren såg en möjlig allierad mot germanerna. Det talas också om hjälp från den judiska befolkningen till muslimerna. Judarna hade förföljts av den visigotiska katolska monarkin. En stor del av den övriga romanska befolkningen inte gjorde motstånd. De var förbittrad över de ständiga hungersnöden i riket och epidemierna och hade mest en önskan om politisk stabilitet efter de ständiga inbördes konflikterna i det visigotiska riket.
Den explosiva frammarschen av den muslimska armén förklaras av att det var oordning i visigoternas led efter den förkrossande segern över den kungliga armén och monarkens död. Situationen förvärrades av huvudstadens snabba fall som förhindrade val av en ny kung och upprättande av ett samordnat motstånd. Om det fanns några sammansvurna kunde de knappast på förhand ha förstått att deras begäran om hjälp att återta tronen i utbyte mot betalning skulle komma att kosta dem så mycket och vad som var de verkliga avsikterna med arabernas erövring.
I de händelser som sedan följde fanns det viktiga och understödjande faktorer, som de många missnöjda som anslöt sig till de invaderande styrkor, vilket skapade ett samarbete med den spanskromanska befolkningen, som inte hade rätt att delta i regeringen (förutom utom i kyrkan) och som i den nye inkräktaren såg en möjlig allierad mot germanerna. Man talar också om stöd från den judiska befolkningen, som var förföljd av den katolska visigotiska monarkin, och mycket av den övriga befolkningen som inte gjorde motstånd, förbittrad av den pågående svälten och epidemierna och som önskade politisk stabilitet.
Musa, som var misstänksam mot Tariqs framgångar, bestämde sig för att personligen ingripa år 712 under befäl av en armé på 18 000 man, mestadels araber. Hans mål var att återupprätta legitim auktoritet, vilket var hans ansvar som guvernör över Ifriquiya-Maghreb. Expeditionen, som hade Toledo som mål, startade i Algeciras och fortsatte genom Carmona, Sevilla och Mérida tills Tariq och Musa i Toledoregionen gick samman och fortsatte ockupationen av Ebrodalen, Asturien och Galicien och mötte knappt något motstånd.
Musa och Tariq kallades till Damaskus av kalifen för att avlägga sin rapport om händelserna. Musa utnämnde sin son till guvernör (wali) över al-Andalus. Han saknade befogenhet att göra det. Musas son, Abd al-Aziz, ockuperade under tiden den sydöstra kvadranten, Malaga, Granada och Murcia, där han undertecknade en pakt den 5 april 713 med goten Theodomir, som underkastade sig i utbyte mot total autonomi och respekt för sina undersåtars friheter, ägodelar och religion. På mindre än tre år från Guadalete var nästan hela halvön i händerna på det umayyadiska kalifatet.
Vissa historiker har  ifrågasatt både sanningshalten och betydelsen av detta slag. Det kan mycket väl ha varit en sammanstötning med inte mer än  några hundra män på vardera sidan. De flesta anser dock att det är det mest avgörande slaget under den muslimska erövringen av den iberiska halvö. Den anses vara början på den moriska invasionen på den iberiska halvön, och betydde att visigoternas rike upphörde. 